# George Plopu
George Plopu (n. 25 septembrie 1857 – d. 20 octombrie 1940, Arad) a fost un jurist român, membru de onoare al Academiei Române.